# Silverchair
Silverchair fue una banda de rock australiana de Merewether (Newcastle), formada en 1992 con el nombre de Innocent Criminals, con Ben Gillies de baterista, Chris Joannou de bajista y Daniel Johns de vocalista y guitarrista. El grupo obtuvo su gran salto a mediados de 1994 cuando ganaron una competencia nacional de demos realizada por el programa de televisión Nomad de SBS TV y la estación de radio Triple J de ABC. La banda fue contratada por la compañía discográfica Murmur, y tuvo éxito en los escenarios de rock australianos e internacionales.
Al año 2011, Silverchair ha ganado un número récord de veintiún premios ARIA Music, de un total de cuarenta y nueve nominaciones. La banda también ha recibido seis premios APRA, y Johns ganó tres premios por composición de canciones en la ceremonia de 2008. Sus cinco álbumes de estudio han llegado a estar en el primer lugar de los ARIA Album Charts: Frogstomp (1995), Freak show (1997), Neon ballroom (1999), Diorama (2002) y Young modern (2007). Además, tres de los sencillos del grupo han alcanzado el número 1 en el ARIA Singles Chart: «Tomorrow» (1994), «Freak» (1997) y «Straight lines» (2007).
El sonido de Silverchair ha evolucionado a través de su carrera, con diferentes estilos en sus distintos álbumes, los que constantemente fueron volviéndose más ambiciosos y pasaron desde el grunge en sus inicios a mostrar influencias orquestales y del art rock. La composición y el canto de Johns han mejorado constantemente, junto con el aumento de la complejidad de los sonidos de la banda. En 2003, luego de la publicación del disco Diorama, la banda anunció un receso, en el que los miembros fueron parte de distintos proyectos aparte: The Dissociatives, The Mess Hall, y Tambalane. Silverchair volvió a reunirse en los conciertos de Wave Aid en el año 2005, y en 2007 hicieron la gira Across the Great Divide con Powderfinger. En mayo de 2011 la banda anunció una interrupción indefinida, época en la que sus ventas totales superaban los seis millones de álbumes.

## Historia

### Formación y primeras publicaciones (1992-1996)
Los fundadores de Silverchair, Ben Gillies y Daniel Johns, fueron a la misma escuela en el suburbio de Merewether (Newcastle). En su adolescencia, el guitarrista y cantante Johns y el baterista Gillies empezaron a tocar música juntos en una de las salas de su escuela construían un escenario con mesas y les tocaban sus canciones de rap originales a sus compañeros. Cuando pasaron a la preparatoria en Newcastle High School, uno de sus nuevos compañeros, Chris Joannou, se les unió tocando el bajo. En 1992 los tres formaron la banda Innocent Criminals junto a Tobin Finane como segundo guitarrista, que dejó la banda poco tiempo después de su formación. La banda hizo varias presentaciones alrededor de la región de Hunter Valley siendo todavía adolescentes, y su repertorio contenía covers de Led Zeppelin, Deep Purple y Black Sabbath. En 1994 Innocent Criminals entró en YouthRock, una competencia para bandas escolares. A comienzos de ese año grabaron demos de «Acid rain», «Cicada», «Pure massacre» y «Tomorrow» en los estudios Platinum Sound.
En abril de ese año fue cuando la banda dio su salto al éxito al ganar la competencia nacional llamada Pick Me, utilizando el demo de «Tomorrow». Esta competencia estaba organizada por el programa de televisión Nomad de SBS junto con la estación de radio Triple J de Australian Broadcasting Corporation (ABC). Como parte de su premio, Triple J grabó la canción y filmaron un video musical junto con ABC, que salió al aire el 16 de junio de ese año. Para el video la banda cambió su nombre a Silverchair (escrito silverchair hasta 2002). En una entrevista de 1994 con la revista de Melbourne Buzz, la banda dijo que el nombre se debía a un pedido musical que realizaron a una radio de la canción «Sliver» de Nirvana y «Berlin chair» de You Am I, juntadas erróneamente en un papel como Silver Chair. Después la banda reveló que el nombre en realidad venía de la novela de C. S. Lewis The silver chair, de la serie Las crónicas de Narnia.
Luego de una lucha entre las disqueras, Silverchair firmó un contrato para grabar tres álbumes con una compañía subsidiada por Sony Music llamada Murmur Records. Inicialmente la banda tuvo como mánagers a los padres de sus integrantes. El gerente de A&R de Sony John Watson, que fue en parte responsable de contratar a la banda, dejó la disquera para convertirse en mánager de la banda. En septiembre la grabación de «Tomorrow» realizada por Triple J fue publicada como un EP de cuatro canciones. Desde finales de octubre permaneció por seis semanas como número uno en el ARIA Singles Chart. En 1995 se volvió a grabar «Tomorrow» junto con un nuevo video musical para el mercado estadounidense, donde se transformó en la canción más tocada en las radios de rock moderno de Estados Unidos ese año.
El álbum debut de Silverchair, Frogstomp, fue grabado en nueve días con la producción de Kevin Shirley (Journey, Iron Maiden, Rush, Led Zeppelin, Joe Bonamassa) y fue publicado en marzo de 1995. Cuando se grabó el álbum, los tres miembros de la banda tenían quince años y seguían en la preparatoria. Los contenidos de las letras en Frogstomp están basados en la ficción, inspirados en programas de televisión, tragedias de su ciudad de origen y de la percepción del dolor de amigos de ellos. El álbum fue bien recibido: Allmusic y Rolling Stone le dieron cuatro y cuatro estrellas y media, respectivamente, y alabaron la intensidad del álbum, especialmente de la canción «Tomorrow». Aparte de Innocent Criminals, la banda ha usado los nombres de The George Costanza Trio y Short Elvis como alias.
Frogstomp fue álbum número uno en Australia y Nueva Zelanda. Alcanzó el top 10 en Billboard 200, y convirtió a Silverchair en la primera banda australiana en lograr esto desde INXS. Fue certificado como doble disco de platino por la RIAA, triple platino en Canadá por la CRIA y multiplatino en Australia. El álbum vendió más de dos millones y medio de copias alrededor del mundo. Mientras Frogstomp y «Tomorrow» siguieron ganando popularidad a medida que pasaba el año 1995, el grupo realizó una gira donde apoyaron a Red Hot Chili Peppers en junio, a The Ramones en septiembre y tocaron en el techo del Radio City Music Hall en los MTV Video Music Awards. Mientras hacían las giras, los miembros de la banda siguieron con su educación secundaria en Newcastle. En los ARIA Music Awards 1995 la banda ganó cinco premios de nueve nominaciones. Para recoger estos premios mandaron a Josh Shirley, el joven hijo del productor del álbum.
En un caso de asesinato de enero de 1996, el defensor de Brian Bassett de 16 años y Nicholaus McDonald de 18 alegó que ambos escucharon «Israel's son», de Frogstomp, lo que contribuyó al asesinato de los padres de Bassett y un hermano menor. El abogado de McDonald citó la letra «hate is what I feel for you / I want you to know that I want you dead» (en español, «odio es lo que siento por ti / quiero que sepas que te quiero muerto»), que eran «casi un guion. Son muy relevantes ante todo lo que ocurrió». El mánager de la banda, Watson, dijo en una declaración que ellos no aprobaban ni querían que se produjesen tales actos de violencia: «La banda está horrorizada por este terrible crimen y esperan que la justicia prevalezca». El fiscal rechazó la pretensión de la defensa y convenció al jurado de que el asesinato fue cometido para robar dinero y escaparse a California.

### Éxito comercial y ante la crítica (1997-2001)
Silverchair comenzó a grabar su segundo álbum de estudio, Freak show, en mayo de 1996, tiempo en que gozaban del éxito de Frogstomp en Australia y Estados Unidos. Contó con la producción de Nick Launay (Birthday Party, Models, Midnight Oil) y se publicó en febrero de 1997. El álbum alcanzó el número 1 en Australia, y produjo tres sencillos que alcanzaron el top 10: «Freak», «Abuse me», y «Cemetery». Su cuarto sencillo, «The door», alcanzó el número 25. Las canciones se centran en la rabia y los sentimientos violentos que generaron en la banda las expectativas por Frogstomp. Freak show recibió las certificaciones de oro en Estados Unidos y de cuádruple platino en Australia; asimismo, sus ventas globales superaron el millón y medio.
A fines de 1997, el trío había completado su educación secundaria y, desde mayo de 1998, trabajaron en su tercer álbum, Neon ballroom, que fue producido por Launay nuevamente. Se publicó en marzo de 1999 y llegó al número 1 en Australia. McFarlane dijo: «Así como es el mejor álbum de la banda a la fecha, también fue universalmente considerado como uno de los mejores álbumes del año». La agrupación, originalmente, intentó tomar un descanso de doce meses, pero finalmente decidieron dedicar su tiempo a componer música. De Neon ballroom se desprendieron tres sencillos que se ubicaron en el top 20 de Australia: «Anthem for the year 2000», «Ana's song (open fire)» y «Miss you love»; un cuarto sencillo, «Paint pastel princess», no alcanzó el top 50. Los álbumes lograron altas posiciones internacionalmente: Freak show alcanzó el número 2 en Canadá, y Neon ballroom, el número 5. Ambos alcanzaron el top 40 en la lista Albums Chart del Reino Unido. «Abuse me» llegó al número 4 en las listas Hot Modern Rock Tracks y Hot Mainstream Rock Tracks de Billboard. «Ana's song (open fire)» llegó al número 12 de la lista Hot Modern Rock Tracks.
En 1999, Johns anunció que sufría del desorden alimenticio de la anorexia nerviosa, debido a la ansiedad. Johns señaló que las letras de «Ana's song (open fire)» trataban acerca de este desorden, que lo hacía «comer lo que necesitaba... para permanecer consciente». Reveló que su problema alimenticio se desarrolló desde los tiempos de Freak show, y que cuando compusieron Neon ballroom él «odiaba la música y realmente todo sobre ella», pero sentía que «no podía dejar de componer; me sentía como un esclavo de ella». Johns recurrió a una terapia y a medicamentos, pero sentía que era «más fácil expresarlo a través de la música y las letras».
Silverchair incorporó un teclista auxiliar, Sam Holloway (ex-Cordrazine) para la gira Neon Ballroom Tour. En el tramo de la gira por Estados Unidos el grupo tocó con The Offspring y Red Hot Chili Peppers, mientras que la gira de Silverchair por el Reino Unido y Europa incluyó a The Living End como el espectáculo de apertura. Neva Chonin de Rolling Stone atribuyó su éxito en las listas musicales al sonido más «maduro» del álbum. En Europa y Sudamérica se convirtió en el álbum de la banda más exitoso a la fecha. La agrupación tocó en los festivales Reading y Edgefest, entre otros. Luego de la gira, la banda anunció que tomarían un descanso de doce meses. Su única presentación en vivo en el año 2000 fue en el Falls Festival, en la víspera de Año Nuevo. El 21 de enero de 2001, la banda tocó ante 250 000 personas en Rock in Rio, un espectáculo que ellos mismos describieron como la cumbre de su carrera.
Después de la publicación de Neon ballroom, el contrato de Silverchair con Sony Music por tres álbumes había terminado. El grupo luego firmó con Atlantic Records para Norteamérica y Sudamérica, y fundaron su propia compañía discográfica con Watson, Eleven: A Music Company (con la distribución de EMI), para Australia y Asia. En noviembre de 2000, después de que el grupo dejara a la compañía, Sony publicó The best of volume 1 sin hacer partícipe a la banda. Johns negó a la compilación: «Pensamos en poner avisos en la prensa para advertir a la gente de nuestra desaprobación, pero eso habría sido darle importancia a todo el asunto desproporcionadamente... Si la gente quiere comprarla, puede hacerlo, pero yo no la compraría si fuese un fan de Silverchair».

### Diorama(2001-2003)
En junio de 2001, Silverchair entró a un estudio en Sídney junto al productor David Bottrill (Tool, Peter Gabriel, King Crimson) para comenzar el trabajo en su cuarto álbum, Diorama. Johns originalmente asumió el rol de coproductor. El nombre del álbum significa «un mundo dentro de un mundo». La mayoría de las canciones tuvieron su origen con el nuevo método de Johns de componer material en el piano, técnica que desarrolló durante el descanso de la banda después de Neon ballroom.
Con el fin de completar las ideas para Diorama, diversos músicos ajenos a la banda contribuyeron en el álbum, incluyendo a Van Dyke Parks, que proveyó los arreglos orquestales en «Tuna in the brine», «Luv your life» y «Across the night». La banda también contó con la colaboración de Paul Mac (de Itch-e And Scratch-e) y Jim Moginie (de Midnight Oil), ambos en el piano. Durante la grabación de Diorama, Johns se refirió a sí mismo como un artista, más que ser simplemente un miembro de una «banda de rock». Tras su publicación, algunos críticos comentaron que el álbum era más artístico que sus predecesores.
A principios de diciembre se lanzó en las estaciones de radio australianas el primer sencillo, «The greatest view». Su lanzamiento en formato físico en enero de 2002 coincidió con la aparición de la banda en el festival Big Day Out. A principios de 2002, a Johns se le diagnosticó artritis reactiva, lo que le dificultó el tocar la guitarra y produjo la cancelación de las presentaciones subsiguientes de promoción del álbum. Diorama se publicó en marzo, y llegó al tope de la lista ARIA Albums Chart; se convirtió en su cuarto álbum número uno, y pasó cincuenta semanas en el top 50.
Del álbum se desprendieron cinco sencillos: «The greatest view», «Without you», «Luv your life», «Across the night» y «After all these years»; «The greatest view» fue el que logró la mejor posición y llegó al número 3. En octubre, Silverchair tuvo éxito en los ARIA Music Awards de 2002, y ganaron cinco premios, incluyendo los de mejor álbum de rock y mejor grupo, mientras que Johns ganó el premio al productor del año. La banda tocó «The greatest view» en la ceremonia, canción que también estaba nominada en la categoría de mejor video. Dos sencillos (y un respectivo video musical) recibieron nominaciones en los siguientes ARIA Awards, en 2003. Luego de los ARIA Awards de 2002, la agrupación anunció una pausa indefinida. Johns dijo que era necesario «dado el hecho de que llevaban más de una década como banda y recién tenían apenas, en promedio, veintitrés años de edad». De marzo a junio de 2003, Silverchair emprendió la gira Across the Night Tour, para interpretar Diorama. Su presentación en su ciudad de origen del 19 de abril se grabó para un doble disco compacto y doble DVD publicado en noviembre, titulado Live from Faraway Stables. Después de que la gira concluyera en junio, el grupo anunció una pausa indefinida.

### Pausa prolongada y proyectos paralelos (2003-2005)
En 2000, al mismo tiempo que trabajaba con Silverchair, Johns publicó junto a Mac un extended play disponible exclusivamente por Internet, titulado I can't believe it's not rock. A mediados de 2003, durante el descanso de Silverchair, ambos se reunieron para formar The Dissociatives, y publicaron un álbum homónimo en abril de 2004. El dúo creó el jingle para el popular programa musical Spicks and specks, del canal de televisión ABC. Johns también colaboró con quien era en ese entonces su esposa, Natalie Imbruglia, en su álbum Counting down the days, publicado en abril de 2005.
Joannou trabajó con el grupo de blues-rock The Mess Hall: coprodujo, con Matt Lovell, Feeling sideways, un EP de seis canciones que se publicó en mayo de 2003. El disco recibió una nominación a la mejor publicación independiente en los ARIA Awards, en 2003. Jounnou y Lovell también coprodujeron el álbum Notes from a ceiling de The Mess Hall, que se lanzó al mercado en junio de 2005, y ambos recibieron una nominación en los ARIA Music Awards de 2005 al premio de productor del año. En 2003, Gillies formó Tambalane con Wes Carr, quienes publicaron un álbum homónimo en 2005 e hicieron una gira por Australia.
El terremoto del océano Índico de 2004 motivó el concierto benéfico WaveAid de enero de 2005: Silverchair tocó para ayudar a reunir fondos destinados a organizaciones que trabajaban en las áreas afectadas. Motivada por WaveAid, la banda decidió reanudar su trabajo como músicos. Gillies explicó que la reunión de la banda se debía a una «química» especial entre los miembros, y declaró para The Sydney Morning Herald lo siguiente: «Nos tomó quince años, pero recientemente nos hemos dado cuenta de que realmente tenemos algo especial, y simplemente deberíamos aprovecharlo».

### Young moderny sexto álbum (2006-2010)

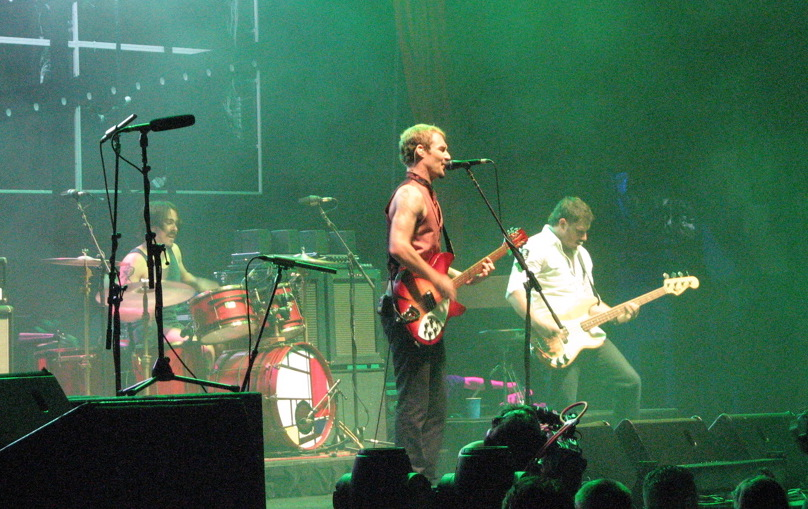
Silverchair tocando en la gira Across the Great Divide Tour en septiembre de 2007

Después de tocar en WaveAid, Silverchair se reunió, y para fines de 2005 comenzaron las preparaciones para su próximo álbum de estudio, Young modern. Johns había escrito alrededor de cincuenta canciones durante el descanso de la banda para un posible álbum en solitario u otro proyecto, pero decidió usarlas para Silverchair. En 2006, después de cinco semanas de práctica, el grupo hizo demos en Hunter Valley, y luego grabó en los Seedy Underbelly Studios de Los Ángeles con la producción de Launay. Parks nuevamente hizo los arreglos para las canciones orquestadas de la banda: viajaron a Praga para grabar con la Orquesta Filarmónica Checa. La banda también trabajó con Mac, Luke Steele (de The Sleepy Jackson) y Julian Hamilton (de The Presets y The Dissociatives); Hamilton también coescribió canciones con Johns. Silverchair autofinanció la producción del álbum para disminuir las presiones enfrentadas anteriormente al trabajar con las compañías discográficas.
La banda hizo una larga gira antes de publicar el álbum, durante la cual tocaron en el festival Homebake y en muchos otros conciertos. Tanto Mac como Hamilton se unieron a la gira como teclistas auxiliares. En octubre, interpretaron una versión del sencillo de 1981 de Midnight Oil «Don't wanna be the one», en los ARIA Music Awards de 2006 como parte de la inclusión de la banda al Salón de la Fama de la ARIA. Durante la presentación Johns pintó con espray «PG 4 PM» (siglas de «Peter Garrett for Prime Minister»; en español, «Peter Garrett como primer ministro») en una pared del escenario, como homenaje al líder de aquella banda, que era entonces miembro federal del Parlamento australiano y ministro del Medio Ambiente, el Patrimonio y las Artes.
Young modern se publicó en marzo de 2007, y su primer sencillo fue «Straight lines». Después se publicaron tres sencillos más: «Reflections of a sound», «If you keep losing sleep», y «Mind reader». Young modern se convirtió en el quinto álbum de Silverchair en llegar a la cima de la lista ARIA Albums; se convirtieron en los primeros artistas en tener cinco álbumes número uno. «Straight lines» también se convirtió en el tercer sencillo número uno de la banda en Australia. En junio, Silverchair y el grupo de rock Powderfinger anunciaron la gira Across the Great Divide Tour. El tour promovió la iniciativa de Reconciliation Australia para enmendar la brecha de diecisiete años en la esperanza de vida entre los niños indígenas y los no indígenas. Los espectáculos de apertura de la gira se repartieron entre John Butler, Missy Higgins, Kev Carmody, Troy Cassar-Daley, Clare Bowditch y Deborah Conway.
Young modern y «Straight lines» ganaron cada uno tres premios en los ARIA Music Awards de 2007, con lo que Silverchair alcanzaba un total de veinte premios. El grupo también ganó tres premios APRA por su canción «Straight lines», incluyendo el de compositor del año, el cual Johns ganó una cantidad récord de tres veces. En los ARIA Music Awards de 2008, tanto Silverchair como Powderfinger ganaron el premio al mejor DVD de música por Across the Great Divide; para Silverchair este fue su vigesimoprimer galardón de un total de cuarenta y nueve nominaciones.

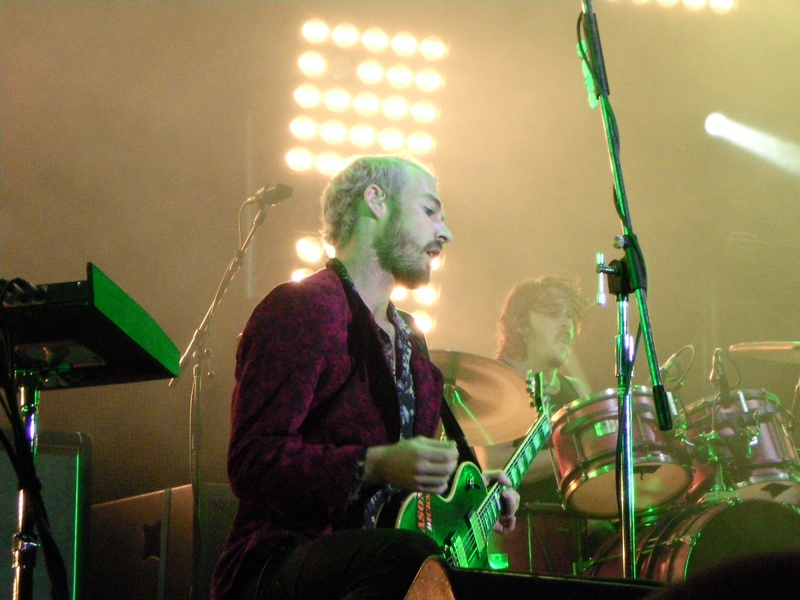
Silverchair dando un concierto en 2010

De acuerdo con la información de la página web de Silverchair, a junio de 2009 el grupo había comenzado el trabajo en el sucesor de Young modern, y habían pasado tres semanas grabando en Australia, además de tener programadas futuras sesiones para meses posteriores. No se anunció una fecha de lanzamiento, pero la banda subió a su sitio web videos grabados en el estudio, que los mostraban a ellos trabajando en varias canciones. En diciembre, Johns llamó al programa de Triple J Robbie, Marieke and the doctor, y conversó acerca del nuevo álbum de la banda en el que estaban trabajando en Newcastle. Contó que «la principal diferencia es que hay harta experimentación con instrumentos y sintetizadores... Creo que hay solo guitarras en cuatro canciones de un total de cincuenta hasta el momento», pero añadió que el nuevo material era «sorprendentemente roquero considerando que no hay guitarras». En abril de 2010, a través del sitio web de la banda, Joannou anunció que tocarían dos nuevas canciones llamadas «16» y «Machina collecta» en el festival Groovin the Moo de mayo. Dijo, también, que el trabajo progresaba bien y confirmó que, por el momento, no había título para el álbum y que se estaban refiriendo a él simplemente como «el álbum n.º 6». El último concierto del festival se hizo en Bunbury, el 15 de mayo. Al llegar el fin de año, el trabajo en el álbum se había detenido, ya que cada miembro realizó otros proyectos o actividades.

### «Hibernación indefinida» (2011)
El 25 de mayo de 2011, Silverchair anunció que harían una pausa indefinida:

Formamos Silverchair hace ya cerca de veinte años, cuando teníamos solo doce años de edad. Al día de hoy defendemos las mismas reglas que las de entonces... si la banda deja de ser una diversión y si ya no nos llena desde el punto de vista creativo, entonces necesitamos parar. [...] A pesar de nuestros mejores esfuerzos durante el último año, se ha hecho cada vez más claro que la chispa no está ahí entre nosotros tres en este momento. Por consiguiente, después de mucha meditación, queremos hacerles saber que pondremos a Silverchair en una «hibernación indefinida» y que hemos decidido que cada uno hará sus propias cosas en el futuro previsible.
Daniel, Ben y Chris, chairpage.com (página web oficial de Silverchair), 25 de mayo de 2011.

Bernard Zuel, periodista musical del Sydney Morning Herald, dijo que el uso de la expresión «hibernación indefinida» era una manera de suavizar el impacto de la ruptura de la banda para sus seguidores; manifestó también sus expectativas de una eventual reunión y de presentaciones en vivo por causas meritorias. En junio, Gillies estaba en las etapas finales de su trabajo de alrededor de doce meses en su álbum como solista y dijo que aquel no era una continuación de su trabajo anterior con Tambalane. En octubre, Johns trabajaba en la banda sonora del cortometraje My mind's own melody.
Los miembros de Silverchair han declarado que no descartan la posibilidad de una reunión. Asimismo, Gillies ha dicho que hay planes de publicar un nuevo álbum de Silverchair, que estuvo a punto de ser terminado antes de la ruptura.

## Estilo musical e influencias
El grupo, inicialmente, tomó influencia de bandas de hard rock y heavy metal, como Led Zeppelin, Black Sabbath, AC/DC y Deep Purple, lo cual se reflejó en canciones como "Acid Rain". También, debido a que tocaban versiones, después, tomaron influencia del grunge de bandas como Nirvana, Alice in Chains o Pearl Jam, un ejemplo que podemos apreciar es la canción "Israel's Son", la cual refleja un sonido bastante parecido al de Pearl Jam en Even Flow; al mismo tiempo, tomaron influencia de bandas de punk rock y hardcore punk, como Minor Threat, Black Flag, Sex Pistols y The Exploited, lo cual se vio reflejado en sus discos Frogstomp y Freak Show. Además, Silverchair, hizo versiones de muchas bandas de punk/hardcore; entre algunos ejemplos, podemos mencionar "Wasted/Fix Me" de Black Flag, "Minor Threat" de Minor Threat, "New Race" de Radio Birdman, "Kick Out The Jams" de MC5, "London's Burning" de The Clash y "Surfin Bird" de Trashmen. También, en los conciertos de la banda, en 1995, se veía mucho a Johns con una camisa de Offspring, por lo cual, se dice que el grupo está influido por esta banda. Silverchair, incluso ha llegado a tocar el skate punk/hardcore melódico con algunos de sus temas, como "Findaway", "Punk Song #2" y "Lie To Me". Aparte, la banda consideró que la banda de hardcore melódico Bad Religion, fue una gran influencia para el disco Freak Show. Otras influencias, fueron bandas como Marilyn Manson, Tool, Korn y, especialmente, Rage Against the Machine y Helmet.
La banda empezó con un sonido grunge con influencias punk/hardcore y con toques de metal alternativo, pero el grupo evolucionó tanto que terminó como una banda de pop rock.
El estilo musical del grupo, depende mucho del álbum, debido a que, con el pasar de los años, se volvían más ambiciosos y buscaban un sonido o género musical diferente. Como por ejemplo: en el Ep Tomorrow, el grupo parecía ser un grupo de hard rock convencional pero, al mismo tiempo, impactante. En el disco más exitoso del grupo, Frogstomp, el grupo se ve muy influenciada por el grunge en particular, y el hardcore punk y metal alternativo. Al salir Freak show, la banda parece tener lados experimentales con algunos temas, pero mantiene su lado grunge y metal, aunque algunas canciones se asemejan al post-grunge y rock alternativo (como es en el caso de "Cemetery"). Con la llegada del disco Neon Ballroom, el grupo pasó del grunge y metal alternativo al post-grunge y art rock, aunque, en este y el siguiente, Diorama, aún se pueden apreciar ciertos elementos del metal. Su último trabajo, Young modern, fue el álbum más experimental y orientado al pop de su carrera.

## Miembros
- Ben Gillies  - batería, percusión (1992-2011)
- Chris Joannou  - bajo (1992-2011)
- Daniel Johns  - voz principal, guitarra (1992-2011)

Línea del tiempo

## Discografía

### Álbumes
- Frogstomp (1995)
- Freak show (1997)
- Neon ballroom (1999)
- Diorama (2002)
- Young modern (2007)

### Directos y recopilatorios
- The best of Silverchair vol. 1
- Rarities
- Live from Faraway Stables